# Медаль Фріца Вальтера
Медаль Фріца Вальтера — щорічна футбольна нагорода, яка вручається німецьким футбольним союзом найкращим молодим футболістам Німеччини в трьох категоріях, до 19, до 18 і до 17 років.
Названа на честь Фріца Вальтера, капітана збірної ФРН на переможному для них Чемпіонаті світу з футболу 1954 року.
Рішення щодо присудження медалі приймає журі, яке складається з представників німецького футбольного союзу, комітету німецького футбольного союзу у справах молоді та тренерського штабу юнацьких збірних.
У той час як чоловіча медаль має 3 вікові категорії, жіноча має тільки одну, і тому на медалі зображується лише рік отримання, без вікової категорії.
Перше вручення — 12 жовтня 2005 року в Гамбурзі перед матчем збірної Німеччини з футболу проти збірної Китаю.

## Нагородження

### 2005
|        | До 19 років                             | До 18 років                           | До 17 років                          | Юніорки                          |
| Золото | Флоріан Мюллер («Баварія»)              | Марк-Андре Круска (Боруссія Дортмунд) | Сергій Євлюшкін (Вольфсбург)         | Аня Міттаг (Турбіні Потсдам)     |
| Срібло | Мануель Ноєр (ФК Шальке 04)             | Сорен Халфар (Ганновер 96)            | Даніель Халфар (Кайзерслаутерн)      | Патрісія Ханебек (Дуйсбург 2001) |
| Бронза | Ойген Поланскі (Боруссія Менхенгладбах) | Кевін-Прінс Боатенг (Герта Берлін)    | Себастьян Тірала (Боруссія Дортмунд) | Селія Сашич (Бад-Ноєнар)         |

### 2006
|        | До 19 років                             | До 18 років                      | До 17 років                          | Юніорки                        |
| Золото | Кевін-Прінс Боатенг (Герта Берлін)      | Сергій Євлюшкін (Вольфсбург)     | Ларс Бендер (Мюнхен 1860)            | Анна Блессе (УСВ Йена)         |
| Срібло | Роберт Флесерс (Боруссія Менхенгладбах) | Александр Еберлейн (Мюнхен 1860) | Марко Марін (Боруссія Менхенгладбах) | Надін Кесслер (Саарбрюккен)    |
| Бронза | Даніель Адлунг (Гройтер Фюрт)           | Жозе-Алекс Ікенг (Штутгарт)      | Свен Бендер (Мюнхен 1860)            | Стефані Дравс (Нойбранденбург) |

### 2007
|        | До 19 років                  | До 18 років                          | До 17 років                   | Юніорки                        |
| Золото | Бенедикт Геведес (Шальке 04) | Марко Марін (Боруссія Менхенгладбах) | Патрік Функ (Штутгарт)        | Бабетт Петер (Турбіне Потсдам) |
| Срібло | Мануель Конрад (Фрайбург)    | Ерік Максім Чупо-Мотінг (Гамбург)    | Константін Рауш (Ганновер 96) | Катаріна Баунах («Баварія»)    |
| Бронза | Жером Боатенг (Гамбург)      | Штефан Райнартц (Баєр 04)            | Нільс Тейшейра (Баєр 04)      | Б'янка Шмідт (Турбіне Потсдам) |

### 2008
|        | До 19 років                   | До 18 років                  | До 17 років                            | Юніорки                    |
| Золото | Денніс Дикмайер (Вердер)      | Тоні Кроос («Баварія»)       | Мануель Гульда (Гоффенгайм)            | Яна Бурмейстер (УСВ Єна)   |
| Срібло | Флоріан Юнгвірт (Мюнхен 1860) | Себастьян Руді (Штутгарт)    | Леннарт Гартманн (Герта Берлін)        | Кім Куліг (Зіндельфінгені) |
| Бронза | Марсель Ріссе (Баєр 04)       | Річард Сукута-Пасу (Баєр 04) | Шервін Раджабалі- Фарді (Герта Берлін) | Валерія Клейнер (Фрайбург) |

### 2009
|        | До 19 років                   | До 18 років                   | До 17 років                                    | Юніорки                         |
| Золото | Льюїс Голтбі (Шальке-04)      | Марко Террацціно (Хоффенхайм) | Маріо Гетце (Боруссія Дортмунд)                | Маріна Гегерінг (Дуйсбург 2001) |
| Срібло | Константін Рауш (Ганновер 96) | Сорен Бертрам (Гамбург)       | Рейнольд Ябо (ФК Кельн)                        | Александра Попп (Дуйсбург 2001) |
| Бронза | Андре Шюррле (Майнц 05)       | Фелікс Кроос (Ганза)          | Марк-Андре тер Штеґен (Боруссія Менхенгладбах) | Дженіфер Марожан (Франкфурт)    |

### 2010
|        | До 19 років                            | До 18 років                     | До 17 років              | Юніорки                            |
| Золото | Пеніель Млапа (Мюнхен 1860)            | Маріо Гетце (Боруссія Дортмунд) | Тімо Горн (ФК Кельн)     | Свеня Гут (Франкфурт)              |
| Срібло | Стефан Белл (Майнц 05)                 | Райнгольд Ябо (ФК Кельн)        | Андре Гоффман (Дуйсбург) | Рамона Петзельбергер (Бад-Нойенар) |
| Бронза | Шервін Раджабалі- Фарді (Герта Берлін) | Матіас Ціммерман (Карлсруе)     | Коля Пуш (Баєр 04)       | Кіра Маліновскі (Ессен-Шенебек)    |

### 2011
|        | До 19 років                                    | До 18 років                | До 17 років                    | Юніорки                       |
| Золото | Марк-Андре тер Штеґен (Боруссія Менхенгладбах) | Юліан Дракслер (Шальке 04) | Емре Джан («Баварія»)          | Джоанна Ельсіг (Баєр 04)      |
| Срібло | Маттіас Ціммерманн (Карлсруе)                  | Сонні Кіттель (Айнтрахт)   | Робін Ялчин (Штутгарт)         | Луїза Венсінг (Дуйсбург 2001) |
| Бронза | Кевін Фолланд (Мюнхен 1860)                    | Маркус Мендлер (Нюрнберг)  | Одіссеас Влаходімос (Штутгарт) | Мелані Лойпольц (Фрайбург)    |

### 2012
|        | До 19 років                | До 18 років               | До 17 років              | Юніорки                     |
| Золото | Антоніо Рюдігер (Штутгарт) | Маттіас Гінтер (Фрайбург) | Леон Горецка (Бохум)     | Лена Лотцен (Баварія)       |
| Срібло | Андре Гоффманн (Дуйсбург)  | Томас Пледл (Мюнхен 1860) | Макс Маєр (Шальке-04)    | Ліна Магулл (Ґютерсло 2009) |
| Бронза | Патрік Раковскі (Нюрнберг) | Домінік Кор (Байєр 04)    | Паскаль Іттер (Нюрнберг) | Сара Дебрітц (Фрайбург)     |

### 2013
|        | До 19 років               | До 18 років                 | До 17 років               | Юніорки                    |
| Золото | Маттіас Гінтер (Фрайбург) | Кевін Акпогума (Хоффенхайм) | Тімо Вернер (Штутгарт)    | Мелані Лойпольц (Фрайбург) |
| Срібло | Яннік Гергардт (Кельн)    | Йозуа Кімміх (РБ Лейпциг)   | Юліан Брандт (Вольфсбург) | Ліна Магулл (Вольфсбург)   |
| Бронза | Домінік Кор (Байєр)       | Ентоні Сіхр (Герта Берлін)  | Доніс Авдіджа (Шальке-04) | Франциска Ясер (Баварія)   |

### 2014
|        | До 19 років               | До 18 років               | До 17 років                   | Юніорки                         |
| Золото | Ніклас Штарк (Нюрнберг)   | Юліан Брандт (Баєр)       | Бенедікт Гімбер (Хоффенхайм)  | Сара Дебріц (Фрайбург)          |
| Срібло | Макс Маєр (Шальке-04)     | Левін Озтунали (Баєр)     | Дамір Бектич (Герта Берлін)   | Паулін Бремер (Турбіні Потсдам) |
| Бронза | Йозуа Кімміх (РБ Лейпциг) | Йонас Ференбах (Фрайбург) | Тімо Кенігсманн (Ганновер 96) | Жасмін Сеха (Вольфсбург)        |

### 2015
|        | До 19 років                    | До 17 років                        | Юніорки                         |
| Золото | Джонатан Та (Байєр 04)         | Фелікс Пасслак (Боруссія Дортмунд) | Паулін Бремер (Турбіне Потсдам) |
| Срібло | Тімо Вернер (Штуттарт)         | Ніклас Дорш (Баварія Мюнхен)       | Ніна Еегетс (Кельн)             |
| Бронза | Лукас Клостерманн (РБ Лейпциг) | Константін Фромманн (Фрайбург)     | Лора Фрейганг (Шотт Майнц)      |

### 2016
|        | До 19 років                        | До 17 років                    | Юніорки                     |
| Золото | Беньямін Генрікс («Баєр 04»)       | Джан-Лука Іттер («Вольфсбург») | Ніна Еєгец («Кельн»)        |
| Срібло | Філіпп Окс («Гоффенгайм 1899»)     | Кай Гаверц («Баєр 04»)         | Анна Гергардт («Баварія»)   |
| Бронза | Максіміліан Міттельштадт («Герта») | Арне Маєр («Герта»)            | Таня Паволлек («Франкфурт») |